# Frequenzimetro
Il frequenzimetro è uno strumento per la misura della frequenza esistente in circuito elettrico la cui unità di misura è l'Hertz, il cui simbolo è Hz. L'unità di misura possiede questo nome in onore del fisico tedesco Heinrich Rudolph Hertz. Il frequenzimetro è, insieme all'amperometro, voltmetro, wattmetro, varmetro, cosfimetro (o fasometro) ecc. uno strumento per misurare le grandezze elettriche.

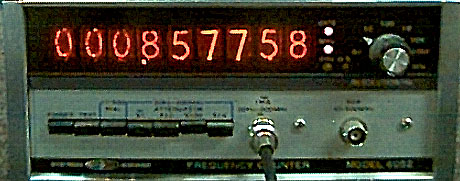
Contatore di frequenza con visualizzatore a tubi nixie

## Parametri
Come per altri strumenti, i parametri fondamentali di un frequenzimetro sono tre:
- la classe di precisione (o classe),
- la portata
- la risoluzione

Un altro parametro non meno importante è la tensione di isolamento. 
Il frequenzimetro è uno strumento utilizzabile solo nei circuiti elettrici a corrente alternata. Nei circuiti in corrente continua non ha senso parlare di frequenza del segnale, in quanto i segnali sono costanti.

## Generalità
Prima di incominciare a parlare dei vari tipi di frequenzimetri conviene dire alcuni principi generali. I frequenzimetri sono degli strumenti che debbono essere collegati in derivazione rispetto alla nostra linea (va inserito come se fosse un voltmetro). Per cui sullo strumento è sempre presente il valore della portata voltmetrica dello strumento medesimo che è la massima tensione di alimentazione. Se il circuito interessato alla nostra misura è a bassa tensione (fino a 1.000 v) si usa utilizzare il frequenzimetro in inserzione diretta (cioè direttamente inserito nel nostro circuito), se la tensione di esercizio è superiore si usa inserire il nostro strumento in inserzione indiretta (cioè attraverso un "trasformatore di tensione"). I frequenzimetri sono completamente insensibili alla tensione di alimentazione, ma alimentare un frequenzimetro con una tensione nettamente più piccola di quella prevista dal costruttore ne fa diminuire la sensibilità. Per questo motivo, i frequenzimetri portatili, in genere, hanno due o tre portate voltmetriche diverse e questo si ottiene inserendo/disinserendo delle resistenze addizionali opportune, attraverso un adeguato commutatore. Ovviamente, per misurare una frequenza, oltre ad utilizzare un frequenzimetro possiamo utilizzare alcuni metodi alternativi. I più utilizzati sono:
- metodi di confronto (si confronta la nostra frequenza incognita con una frequenza nota).
- metodi indiretti con riduzione a zero (sono speciali metodi da utilizzare su circuiti a ponte. Quando in un ramo specifico la corrente si azzera allora, attraverso dei calcoli su dei parametri di induttanza e capacità, si risale al valore della frequenza incognita. Vedi ponte di Campbell).
- metodi indiretti con escursione massima (sono dei semplici circuiti. Facendo variare alcuni parametri del circuito, come induttanza e capacità il valore della corrente che l'attraversa raggiunge un massimo. In questo caso attraverso dei semplici calcoli sui parametri in gioco si risale al valore della frequenza incognita. È possibile tarare direttamente in Hertz per una lettura diretta l'induttanza/capacità variabile del nostro circuito. Questo metodo non è però praticamente mai utilizzato per la difficoltà pratica di individuare il valore massimo della corrente che attraversa il circuito).

## Tipologia
In base al loro principio di funzionamento esistono tre tipi diversi di frequenzimetri:

### Frequenzimetro a lamelle
I frequenzimetri a lamelle sono degli strumenti a risonanza meccanica e forniscono un'indicazione discontinua (per esempio a passi di un Hertz, oppure di un quarto di Hertz). Questi frequenzimetri fanno parte degli strumenti elettromagnetici e si basano sul principio della vibrazione libera di un corpo rigido. Ogni corpo rigido ha una sua frequenza di risonanza e, se viene sollecitato con impulsi a una frequenza corrispondente, ne viene esaltato il movimento oscillatorio. Nel caso del frequenzimetro, ogni lamella entra in una vistosa oscillazione se il segnale in ingresso ha una frequenza corrispondente alla sua frequenza di risonanza.
Premesso questo, è facile costruire il nostro frequenzimetro: basta fissare a un'estremità (l'altre deve essere libera di oscillare) delle lamelle metalliche su un supporto e trasmettere gli impulsi prodotti dal segnale applicato per mezzo di un elettromagnete. Se tra le lamelle ne esistono alcune che entrano in risonanza, possiamo effettuare una lettura diretta. Più la frequenza incognita è vicina alla frequenza di risonanza e più le lamelle avranno oscillazioni ampie, per cui avremo una lamella che ha oscillazioni molto ampie e a destra e a sinistra ci saranno delle lamelle con oscillazioni sempre meno ampie fino a risultare praticamente ferme tutte le altre lamelle.
Esistono due tipi diversi di frequenzimetri a lamelle:
il primo ha le lamelle sincronizzate a una frequenza doppia rispetto a quella delle frequenze misurabili e gli impulsi attrattivi sono trasmessi ogni semiperiodo;
il secondo tipo ha le lamelle sincronizzate a una frequenza uguale a quella delle frequenze misurabili e gli impulsi attrattivi sono trasmessi ogni periodo. Questo secondo tipo di frequenzimetro, per funzionare ha l'elettromagnete già magnetizzato preventivamente con una magnetizzazione almeno uguale (se non superiore) a quella che il segnale di frequenza incognita potrà generare sull'elettromagnete.
Esistono degli artifici costruttivi per poter ottenere frequenzimetri con un basso autoconsumo, ma questo comporta l'immissione di componenti armoniche che vanno a disturbare la lettura dello strumento medesimo. Per poter sincronizzare preventivamente le lamelle dello strumento alle varie frequenze, le lamelle stesse hanno una piccola massa aggiuntiva, e facendo variare la distanza di questa piccola massa aggiuntiva lungo la lamella varia la sua frequenza di risonanza.

### Frequenzimetro a indice
I frequenzimetri analogici a indice sono degli strumenti a risonanza elettrica e forniscono un'indicazione continua senza interruzioni di valori (come per tutti gli strumenti ad indice come voltmetri, amperometri ecc.). I frequenzimetri a indice fanno parte della famiglia degli strumenti elettrodinamici (vedi Strumenti di misura per grandezze elettriche) anche se hanno alcune differenze. Più precisamente fanno parte della famiglia degli strumenti ferrodinamici astatici (cioè senza molle antagoniste o dispositivi simili). Ora io descriverò due tipi di frequenzimetri ad indice diversi (esistono moltissime soluzioni e tipi costruttivi).
A) In questo tipo di frequenzimetro ad indice ho un campo magnetico generato da una bobina (l'equipaggio fisso) e l'equipaggio mobile composto da due bobine identiche incrociate e fisse tra di loro e all'asse dell'indice. Queste due bobine sono immerse nel campo magnetico generato dalla bobina fissa. La bobina fissa è alimentata dalla tensione del circuito. Una delle due bobine mobili è in serie ad una capacità che rende il circuito capacitivo, l'altra bobina mobile è in serie ad una induttanza. Anche queste due bobine sono alimentate dalla tensione del circuito. Si può dimostrare che sull'equipaggio mobile si genera una coppia che fa muovere l'equipaggio mobile. La posizione di equilibrio astatico risulta funzione della frequenza della tensione di alimentazione.
B) Anche in questo secondo tipo di frequenzimetro ad indice ho una bobina fissa e due bobine mobili, ma con alcune differenze. La bobina mobile è in serie a una capacità e ad una induttanza che hanno la frequenza di risonanza sul valore della frequenza che dovrà misurare. Questa bobina viene alimentata dalla tensione del circuito. Le due bobine mobili sono affacciate tra di loro e fissate reciprocamente all'asse dello strumento. Una delle due bobine è in serie ad una capacità ed è alimentata dalla tensione del circuito. L'altra bobina è chiusa su se stessa attraversa un'induttanza. Anche qui si può dimostrare che la coppia si annulla per un angolo che dipende dalla frequenza del circuito.
In entrambe le due configurazioni ho la necessità di uno smorzatore, in modo da evitare oscillazioni fastidiose all'indice dello strumento.

### Frequenzimetro digitale

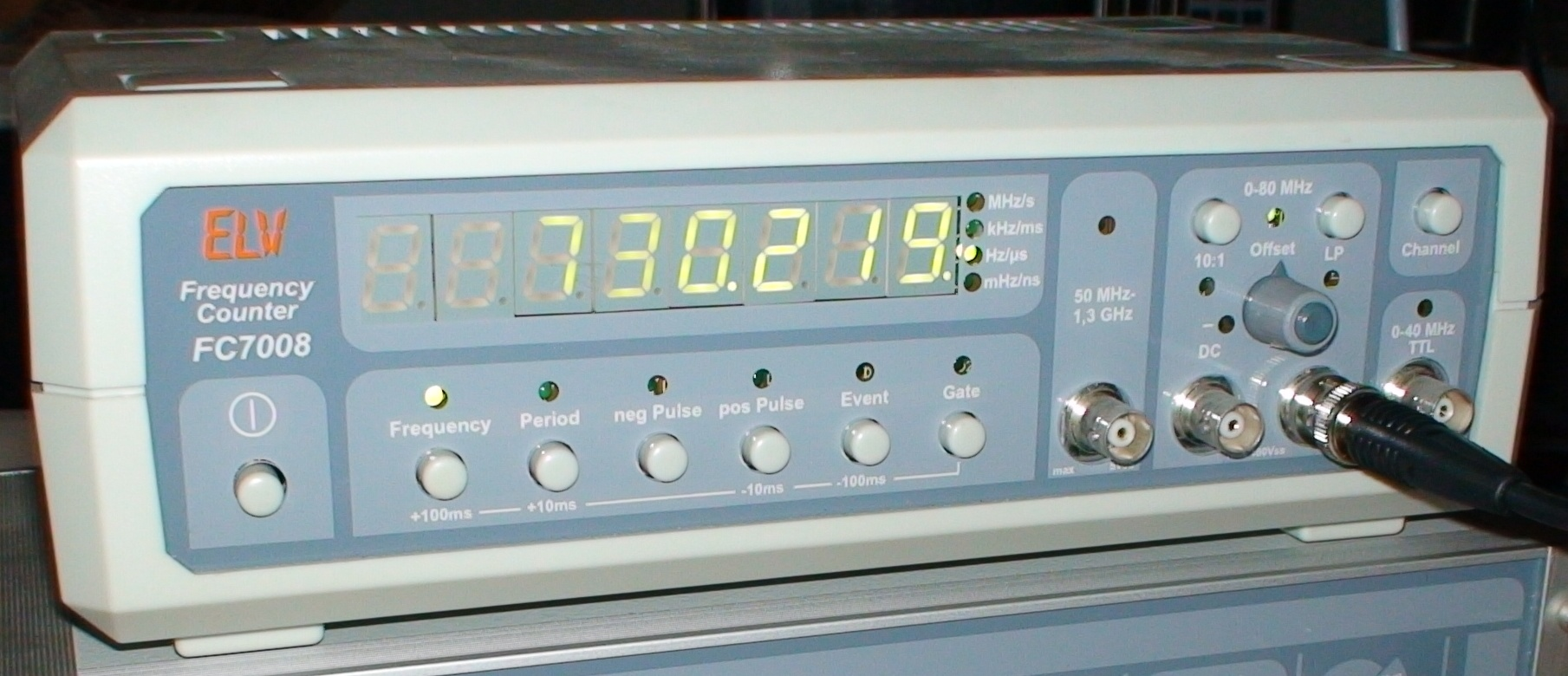
Un moderno frequenzimetro digitale

I frequenzimetri digitali sono strumenti elettronici e forniscono un'indicazione discontinua del valore misurato (come per tutti gli strumenti digitali). Il loro circuito è in parte digitale e in parte analogico, questa seconda tipologia è impiegata prevalentemente nello stadio di ingresso, il quale è preposto al prelevamento del segnale da misurare. Questo tipo di frequenzimetri hanno grandi vantaggi rispetto agli altri, sono molto compatti, non esiste l'errore di apprezzamento e hanno una grande risoluzione. La portata (range di misura) di questi strumenti è estesissima. Il principio di funzionamento è il seguente.

Solitamente utilizzano un contatore sincronizzato con un orologio interno (costituito da un oscillatore al quarzo), il quale totalizza il numero di eventi che si verificano in un certo intervallo di tempo, ad esempio, in 1 secondo, allo scadere del quale il valore del contatore viene visualizzato sul display ed il contatore azzerato, per poter effettuare un nuovo conteggio. Se l'evento di cui misurare la frequenza si ripete con sufficiente regolarità, e se la sua frequenza è significativamente più bassa di quella del segnale di clock (l'orologio interno di riferimento), la precisione della misura può essere molto migliorata misurando il tempo totale impiegato a compiere un numero intero di cicli, piuttosto che misurando il numero di cicli compiuti all'interno di un certo lasso di tempo (questa tecnica di misurazione è spesso denominata tecnica reciproca). Il circuito che genera precisi periodi di tempo sotto forma di impulsi di tensione, analogamente a quello dell'oscilloscopio, è definito base dei tempi, ed è costituito dall'oscillatore e dallo stesso contatore. Essendo disponibili brevi e precisi intervalli di tempo, questo tipo di frequenzimetro si presta ad essere usato anche come cronometro, basta un circuito costituito da semplici porte logiche, all'ingresso delle quali è presente il segnale di clock e i due pulsanti di start e di stop, mentre la loro uscita è collegata al contatore; sono i pulsanti ad inviare o interrompere il segnale di clock al contatore; nel caso la frequenza di clock sia di 1 MHz è possibile cronometrare intervalli di tempo dell'ordine di microsecondi. Ovviamente, tempi così brevi non sono gestibili manualmente, solitamente per lo start e lo stop di eventi velocissimi si fa uso di sensori, un esempio può essere la misurazione della velocità di un proiettile all'uscita di un'arma da fuoco. Per avere garantita la precisione durante l'uso delle misure effettuate, questo tipo di strumento necessita di una regolare calibrazione periodica del circuito oscillatore; il metodo migliore consiste nel portare a battimento, visualizzandola su un oscilloscopio a due canali, la frequenza dell'oscillatore con quella dell'oscillatore campione.
Se la grandezza da misurare è già una grandezza elettronica, una semplice interfaccia con lo strumento è sufficiente. Segnali più complessi richiedono invece adattamenti per essere resi misurabili. La maggior parte dei frequenzimetri richiedono la presenza di amplificatori, filtri e adattatori per condizionare il segnale in ingresso. Altri tipi di eventi periodici devono essere convertiti in grandezze elettriche usando un qualche tipo di trasduttore. Ad esempio, un evento meccanico potrebbe essere rilevato mediante interruzione di un fascio luminoso e successivo conteggio degli impulsi luminosi così generati.
Attualmente, per misure di frequenza e analisi di anomalie sulla rete elettrica, si usano strumenti elettronici dedicati, in grado di rilevare oltre la frequenza, variazioni anomale anche rapide della sinusoide, impulsi, "buchi" momentanei, tutto registrato nella memoria dello strumento e stampabile sotto forma di grafico, compreso ora, minuto e secondo in cui si è manifestato l'evento. Solitamente questo tipo di strumento viene usato nei casi in cui la rete elettrica sia sospettata di provocare casuali e saltuari black out ad un cliente qualunque esso sia.
I frequenzimetri usati in radiofrequenza (RF) sono piuttosto comuni, e si basano sugli stessi principi di funzionamento di quelli a bassa frequenza e sono dotati di più valori di fondo scala, i quali si adattano automaticamente alla misura che si sta effettuando, in modo da prevenire l'overflow. Per frequenze molto elevate alcuni modelli dispongono di un circuito aggiuntivo chiamato prescaler, con la funzione di dividere per 10 la frequenza di ingresso, così da ridurla ad un valore accettabile per il funzionamento dei circuiti digitali ordinari. Ovviamente il valore visualizzato sul display tiene conto di questa riduzione, fornendo sempre la misura reale della frequenza. Se la frequenza è troppo elevata per essere ridotta con il prescaler, un miscelatore ed un oscillatore locale possono essere usati per generare una frequenza misurabile.
La precisione di un frequenzimetro è fortemente dipendente dalla stabilità di frequenza dell'oscillatore della a base dei tempi usata.
Il metodo adottato per aumentare sensibilmente la stabilità nel tempo dell'oscillatore, consiste nel racchiuderlo in un contenitore sigillato, definito (TCXO), Temperature compensated Crystal Oscillator, ovvero oscillatore a quarzo controllato in temperatura. Spesso questo circuito è disponibile dal costruttore come dispositivo opzionale in sostituzione all'oscillatore standard di base, meno costoso. Per effettuare misure ancora più accurate, in questi strumenti è possibile disattivare la base tempi interna, e prelevare un segnale proveniente da una base tempi esterna ad alta stabilità, costituita da un oscillatore ai vapori di rubidio al cesio o GPS, il segnale esterno viene prelevato tramite un connettore BNC o N. Dove non sia necessario conoscere la frequenza con un così alto grado di precisione, possono essere utilizzati oscillatori più semplici. È anche possibile misurare la frequenza usando le stesse tecniche software usate nei sistemi embedded. Una CPU per esempio, può essere utilizzata per le misure tramite una qualche base di tempo di riferimento, spesso già presente nel circuito.

## Ponte di Campbell
Nei vari circuiti detti a ponte utilizzati per la misura di induttanza (ponte di Anderson e ponte di Maxwell-Wien) e di capacità (ponte di De Sauty-Wien e ponte di Shering), quando un certo ramo risulta in equilibrio (cioè la tensione tra due suoi punti specifici è di valore nullo) allora, utilizzando delle formule ben precise si ricava il valore dell'induttanza/capacità ignota che è indipendente dal valore della frequenza posseduta dalla tensione di alimentazione del circuito a ponte. Con un procedimento analogo possiamo far dipendere la condizione di equilibrio di un circuito dal valore della frequenza posseduta dalla nostra tensione di alimentazione.
Una configurazione pensata per questo scopo è il ponte di Campbel che è adatto per la misurazione della frequenza della tensione che lo alimenta. In realtà come ponte è un po' anomalo, visto che non ha quattro lati come invece hanno tutti i ponti. Descriviamo ora il ponte di Campbel, esso è composto da una capacità nota e di una mutua induttanza negativa. Il primo morsetto del condensatore è collegato a due capi della mutua induttanza. Tra il secondo morsetto del condensatore e un morsetto libero della mutua induttanza viene applicata una tensione di frequenza ignota. Tra il secondo morsetto del condensatore (quello di prima) e l'altro morsetto libero della mutua induttanza viene inserito un rilevatore acustico, in modo da "sentire" quando la tensione è nulla. Questo tipo di connessione è conosciuta come configurazione a T.
Variando il valore della mutua induttanza, in modo che sul ramo del rilevatore acustico la tensione sia nulla, abbiamo il nostro circuito in equilibrio. Attraverso un semplicissimo calcolo possiamo trovare il valore della frequenza che possiede la tensione di alimentazione. È possibile tarare direttamente in Hz il cursore della mutua induttanza a patto che i parametri fisici (condensatore e mutua induttanza) non cambino.

## Produttori di frequenzimetri
- Keysight Technologies
- Anritsu
- BK Precision
- Pendulum Instruments
- Phase Matrix
- Stanford Research Systems